# Валя-Келугеряске
Валя-Келугеряске (рум. Valea Călugărească) — село у повіті Прахова в Румунії. Входить до складу комуни Валя-Келугеряске.
Село розташоване на відстані 58 км на північ від Бухареста, 9 км на схід від Плоєшті, 87 км на південний схід від Брашова.

## Населення
За даними перепису населення 2002 року у селі проживали 2438 осіб.
Національний склад населення села:
| Національність | Кількість осіб | Відсоток |
| -------------- | -------------- | -------- |
| румуни         | 2427           | 99,5%    |
| цигани         | 10             | 0,4%     |

Рідною мовою назвали:
| Мова      | Кількість осіб | Відсоток |
| --------- | -------------- | -------- |
| румунська | 2427           | 99,5%    |
| циганська | 10             | 0,4%     |